# Liste der Kulturgüter in Unterlunkhofen
Die Liste der Kulturgüter in Unterlunkhofen enthält alle Objekte in der Gemeinde Unterlunkhofen im Kanton Aargau, die gemäss der Haager Konvention zum Schutz von Kulturgut bei bewaffneten Konflikten, dem Bundesgesetz vom 20. Juni 2014 über den Schutz der Kulturgüter bei bewaffneten Konflikten sowie der Verordnung vom 29. Oktober 2014 über den Schutz der Kulturgüter bei bewaffneten Konflikten unter Schutz stehen.
Objekte der Kategorien A und B sind vollständig in der Liste enthalten, Objekte der Kategorie C fehlen zurzeit (Stand: 1. Januar 2023).

## Kulturgüter
| Foto | | Objekt                                                                      | Kat. | Typ | Standort        | Beschreibung |
| ---- | --- | --------------------------------------------------------------------------- | ---- | --- | --------------- | ------------ |
| ja   | Datei hochladen · Wikidata zu Bärhau, eisenzeitliche Grabhügelgruppe (Q19362391)                       | Bärhau, eisenzeitliche Grabhügelgruppe KGS-Nr.: 00267                       | A    | F   | 669183 / 242757 |              |
| ja   | Datei hochladen · Wikidata zu Geisshof, jungsteinzeitliche-bronzezeitliche Siedlungsstelle (Q29580915) | Geisshof, jungsteinzeitliche-bronzezeitliche Siedlungsstelle KGS-Nr.: 00268 | B    | F   | 669181 / 242765 |              |